# Mecynidis antiqua
Mecynidis antiqua là một loài nhện trong họ Linyphiidae.
Loài này thuộc chi Mecynidis. Mecynidis antiqua được miêu tả năm 1986 bởi Rudy Jocqué & Scharff.